# Kedungasri (Tegaldlimo)
Kedungasri is een bestuurslaag in het regentschap Banyuwangi van de provincie Oost-Java, Indonesië. Kedungasri telt 7565 inwoners (volkstelling 2010).